# Jerzy Pal
Jerzy Pal (ur. 28 maja 1962 w Krakowie) – polski aktor teatralny, filmowy i telewizyjny, teatrolog, menedżer kultury.

## Życiorys
Ukończył Szkołę Teatralną przy Teatrze Wybrzeże w Gdańsku (1984). Jest również absolwentem Wydziału Wiedzy o Teatrze Akademii Teatralnej im. Aleksandra Zelwerowicza w Warszawie (1999) oraz studiów podyplomowych na Uniwersytecie Jagiellońskim w Krakowie w zakresie zarządzania kulturą (2002).
W latach 1981–1984 był adeptem gdańskiego Teatru Wybrzeże. Następnie był członkiem zespołów teatralnych: Teatru im. Wojciecha Bogusławskiego w Kaliszu (1984-1986), Teatru Satyry „Maszkaron” w Krakowie (1986-1994), Teatru Nowego w Łodzi (1994-1996) oraz Teatru Ludowego w Krakowie (1996-2000). Od 2011 roku jest aktorem Teatru im. Ludwika Solskiego w Tarnowie.

W latach 1989–1990 przebywał w Stanach Zjednoczonych, gdzie występował na scenie Wooden Gallery Jerzego Kenara w Chicago. Wystąpił również w sześciu audycjach Teatru Polskiego Radia (1991) oraz jednym spektaklu Teatru Telewizji (1995).
W latach 2007–2009 był dyrektorem Miejskiego Ośrodka Kultury i Sportu w Szczawnicy. Od 2009 roku pełni funkcję prezesa Stowarzyszenia na rzecz Promocji i Rozwoju Jaworek. W 2014 roku został wybrany sekretarzem tarnowskiego oddziału Związku Artystów Scen Polskich.
Mieszka w Czarnej Wodzie.

### Nagrody
- 2012 - Nagroda Prezydenta Miasta Tarnowa z Okazji Dnia Teatru[3]
- 2014 - II Olsztyńskie Spotkania Teatrów Jednego Aktora SOLO w Olsztynie - nagroda Bohdana Głuszczaka za monodram Kolega Mela Gibsona Tomasza Jachimka.

## Filmografia

### Filmy fabularne
- Sztuczki (2007)
- Księstwo (2011) - Ech, właściciel hurtowni
- Papusza (2013) - dyrektor szkoły
- Bogowie (2014) - milicjant
- Todmachine (2017) - inżynier Fritz
- Miłość do kwadratu (2021) - strażak

### Seriale telewizyjne
- Klan (od 1997) - właściciel firmy zajmującej się sprzedażą odkurzaczy
- Marszałek Piłsudski (2000) - żandarm (odc. 2)
- M jak miłość - trzy role:
  - policjant (2002-2005, odc. 97, 112, 248, 286, 351)
  - klient pubu Marka (2006, odc. 407)
  - Andrzej, szef kuchni (2011, odc. 822)
- Samo życie (2002-2010) - lekarz ginekolog-położnik
- Psie serce (2003) - policjant
- Na Wspólnej (od 2003) - policjant (odc. 183, 184)
- Plebania - dwie role:
  - mieszkaniec Brzezin (2005-2005, odc. 448, 462, 521, 523)
  - Boberek (2010, odc. 1516, 1517)
- Kryminalni - dwie role:
  - taksówkarz (2004, odc. 13)
  - Nowakowski z domu dziecka (2006, odc. 48)
- Pierwsza miłość (od 2004) - doktor Karol Michalik (odc. 3314)
- Pensjonat pod Różą (2005) - Tomasz Fedorowski, klient Róży (odc. 52)
- Boża podszewka (cz. II) (2005) - mężczyzna na zebraniu (odc. 10)
- Niania (2006) - szef sali (odc. 49)
- Faceci do wzięcia (2006) - policjant Olek, kolega Wiktora i Romana
- U Pana Boga w ogródku (2007) - Marian Witaszek (odc. 5, 8)
- Przeznaczenie (2009) - nauczyciel Zbigniew Nowak (odc. 6)
- Majka (2009-2010) - lekarz
- Układ warszawski (2011) - strażnik w muzeum (odc. 1)
- Ojciec Mateusz - dwie role:
  - drukarz (2011, odc. 76)
  - proboszcz (2020, odc. 309)
- Barwy szczęścia (2011) - okradziony sklepikarz (odc. 597)
- Julia (2011-2012) - wujek Pawła (odc. 8, 20, 97, 102, 108, 110)
- Prawo Agaty (2013) - Zażywny, sąsiad Borowczyka (odc. 48)
- Komisarz Alex (2014) - gospodarz (odc. 77)
- Ślepnąc od świateł (2018) - wujek Janek (odc. 8)
- Echo serca (2019) - pacjent
- Troje pod przykrywką (2021) - biskup (odc. 2)
- Minuta ciszy (2022) - listonosz z Janowca (odc. 2)
- Teściowie (2023) - Czesław Zefirowski (odc. 6)
- Ojciec Mateusz (2024) - jubiler Kamil Bart (odc. 406)